# Hispano-Suiza HS 825
Hispano-Suiza Canon type HSS 825/30 eller HS 825 (på engelska saluförd som: Automatic gun 30 mm, Type HSS 825) var en luftkyld bandmatad flygplanautomatkanon utvecklad och saluförd av schweiziska försvarskoncernen Hispano-Suiza (Suisse) S.A. under 1950-talet. Vapnet hade bra prestanda på pappret jämte andra samtida konstruktioner men vapnet hittade inga köpare. Svenska försök med vapnet visade säkerhetsbrister i konstruktionen.
Nils Thorsson, före detta vapeningenjör vid svenska flygvapnet, jämförde vapnet med en förstorad Hispano-Suiza HS 804.

## Sverige
HSS 825 erbjöds bland annat till svenska flygvapnet under början av 1950-talet som ett kontererbjudande mot inköp av den brittiska automatkanonen 30 mm ADEN. Pjäsen föreslogs bland annat som bestyckning till den projekterade J 29D och en J 29A (s/n 29137) provflögs med fyra pjäsattrapper hos försökscentralen (FC) mellan 15 april och 30 augusti 1952. Flygprov utfördes då eldrören stack ut någon halv meter från flygkroppens kanonmynningar och därför potentiellt kunde påverka flygplanets prestanda och flygegenskaper negativt. Proven visade att attrapperna inte påverkade flygplanet i luften.

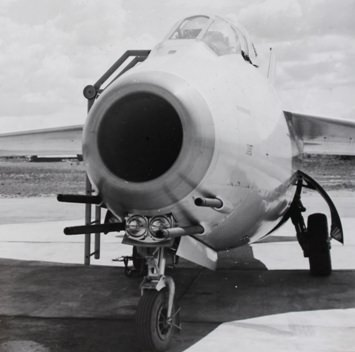
J 29A (s/n 29137) med HSS 825-attrapper, 1952.
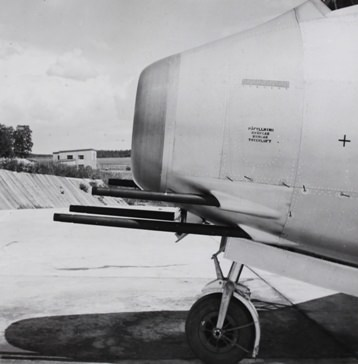
J 29A (s/n 29137) med HSS 825-attrapper, 1952.

Två vapen med 1 500 patroner övningsprojektil ställdes till förfogande och översändes till Centrala Flygverkstaden Arboga (CVA) för provskjutning inför Hispanorepresentanter och högt uppsatta flygvapenofficerare. Vid provskjutning i provbock påvisades att krutläckage bakom patronläget förekommit. Enligt flygvapnets vapeningenjör vid tillfället, Nils Thorsson, torde krutgas strömmat ut omkring hylsornas tändskruv som var av järn. Vid ungefär var 10:e skott blev koncentrationen krutgas hög nog att denna antändes, resulterande i synbara explosioner i vapnet ovan och omkring det inmatade ammunitionsbandet. Vapnet ansågs därför oduglig för fortsatta typprovskjutningar eller svensk tillverkning och beställning kom därför icke ifråga.

## Varianter
- Canon type HSS 825/30 C – L/70 eldrör, pjäsvagga typ 1 (Berceau type I): ej justerbar fast lagring
- Canon type HSS 825/30 D – L/53 eldrör, pjäsvagga typ 1 (Berceau type I): ej justerbar fast lagring
- Canon type HSS 825/30 E – L/53 eldrör, pjäsvagga typ 2 (Berceau type II): justerbar fast lagring (azimut- och höjdriktning)
- Canon type HSS 825/30 F – L/70 eldrör, pjäsvagga typ 2 (Berceau type II): justerbar fast lagring (azimut- och höjdriktning)

## Applikationer

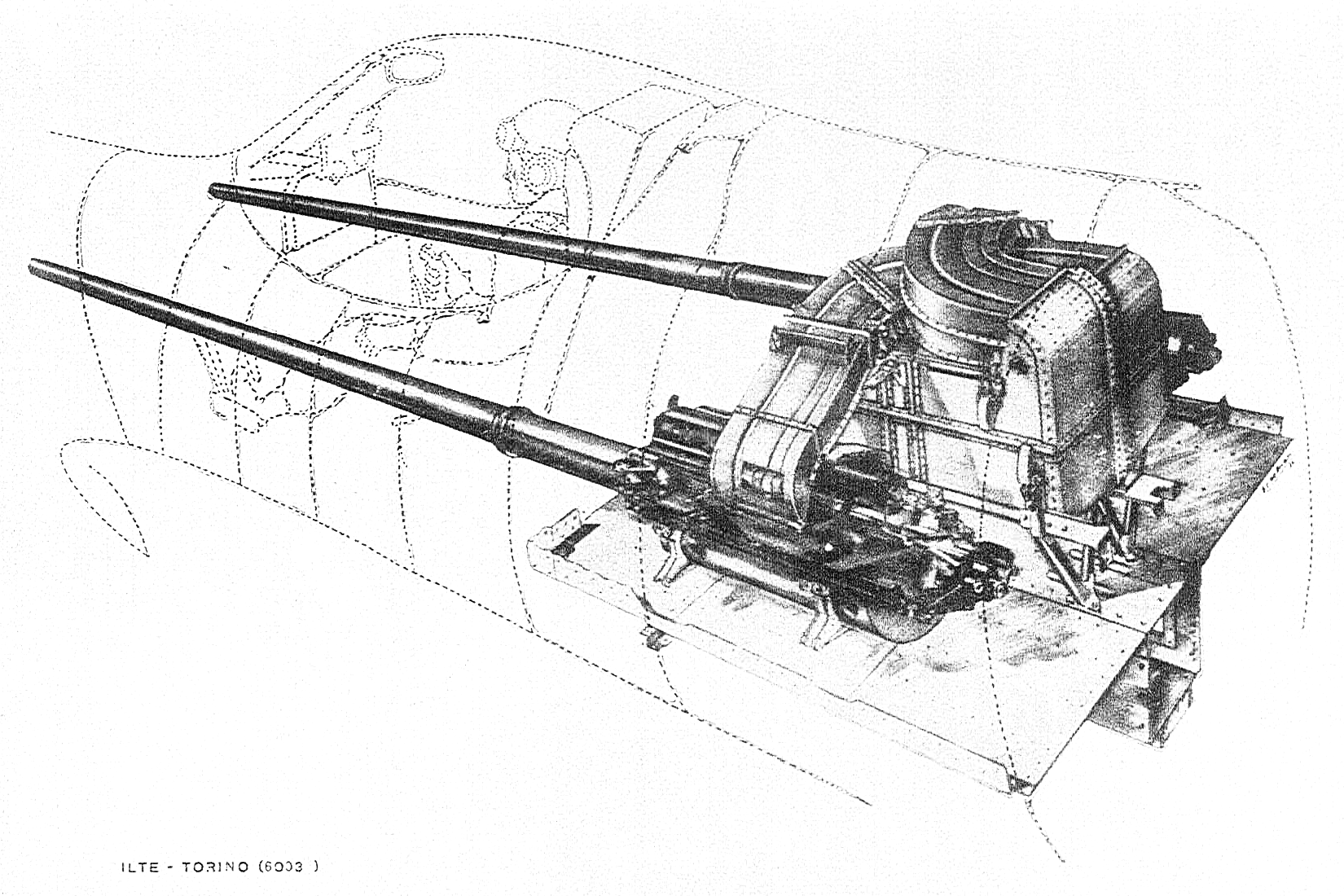
HSS 825 automatkanoner som monterade i Aerfer Sagittario 2.

- 1952 – EFW N-20 Aiguillon (ej beväpnad prototyp)
- 1952 – SAAB 29D Alt 2. (ej byggd)
- 1956 – Aerfer Sagittario 2
- 1958 – Aerfer Ariete
- 1959 – FFA P-16 Mk III